# Tomás Antônio Gonzaga
Tomás Antônio Gonzaga (n. 11 august 1744 - d. 1812) a fost un poet brazilian.
Este considerat cel mai popular poet de limbă portugheză după Camões.

## Biografie
S-a născut în Porto din tată brazilian și mamă portugheză.
Pe când era copil, familia sa a locuit în Brazilia, la Recife, apoi la Bahia.
Este trimis în Portugalia, unde frecventează Universitatea de la Coimbra.
La 24 de ani își ia doctoratul în Drept.
În 1789, acuzat pentru participarea la mișcarea pentru independența Braziliei, Inconfidência Mineira, este arestat într-o închisoare din Rio de Janeiro unde petrece trei ani, după care este exilat în Mozambic.
Acolo cunoaște un portughez bogat căruia îi devine ginere.
Aici va petrece restul vieții practicând avocatura.

## Scrieri
- 1788/1799?: Scrisori chiliene ("Cartas Chilenas"), prin care se dovedește un maestru al satirei politice îndreptate împotriva colonialismului portughez și prin care a contribuit la deșteptarea conștiinței naționale a brazilienilor
- 1792: Marília de Dirceu, dedicată unei foste iubite și care se remarcă prin expresia clasică și deosebita simplitate a sentimentelor
- 1799: Lire ("Liras"), poezii meditative.

1. ↑   https://www.todamateria.com.br/tomas-antonio-gonzaga/ Lipsește sau este vid: |title= (ajutor)
2. ↑  Autoritatea BnF, accesat în 10 octombrie 2015